# 森下村
森下村（もりしたむら）は、かつて岐阜県海津郡に存在した村である。
現在の海津市海津町森下に該当する。
当村発足時は海西郡の村であったが、郡の合併により海津郡の村となった。

## 歴史
- 1889年（明治22年）7月1日 - 町村制により、森下村発足。
- 1897年（明治30年）4月1日[1] - 郡制に基づき、下石津郡、海西郡と安八郡の一部が合併し、海津郡になる。当村は海津郡の村となる。
- 1897年（明治30年）4月1日 - 福江村、金廻村、油島村、古中島村、外浜村、石亀村、及び万寿新田の一部と合併し大江村が発足。同日森下村廃止。